# Notopeplum translucidum
Notopeplum translucidum is een slakkensoort uit de familie van de Volutidae. De wetenschappelijke naam van de soort is voor het eerst geldig gepubliceerd in 1896 door Verco.